# Aram J. Pothier

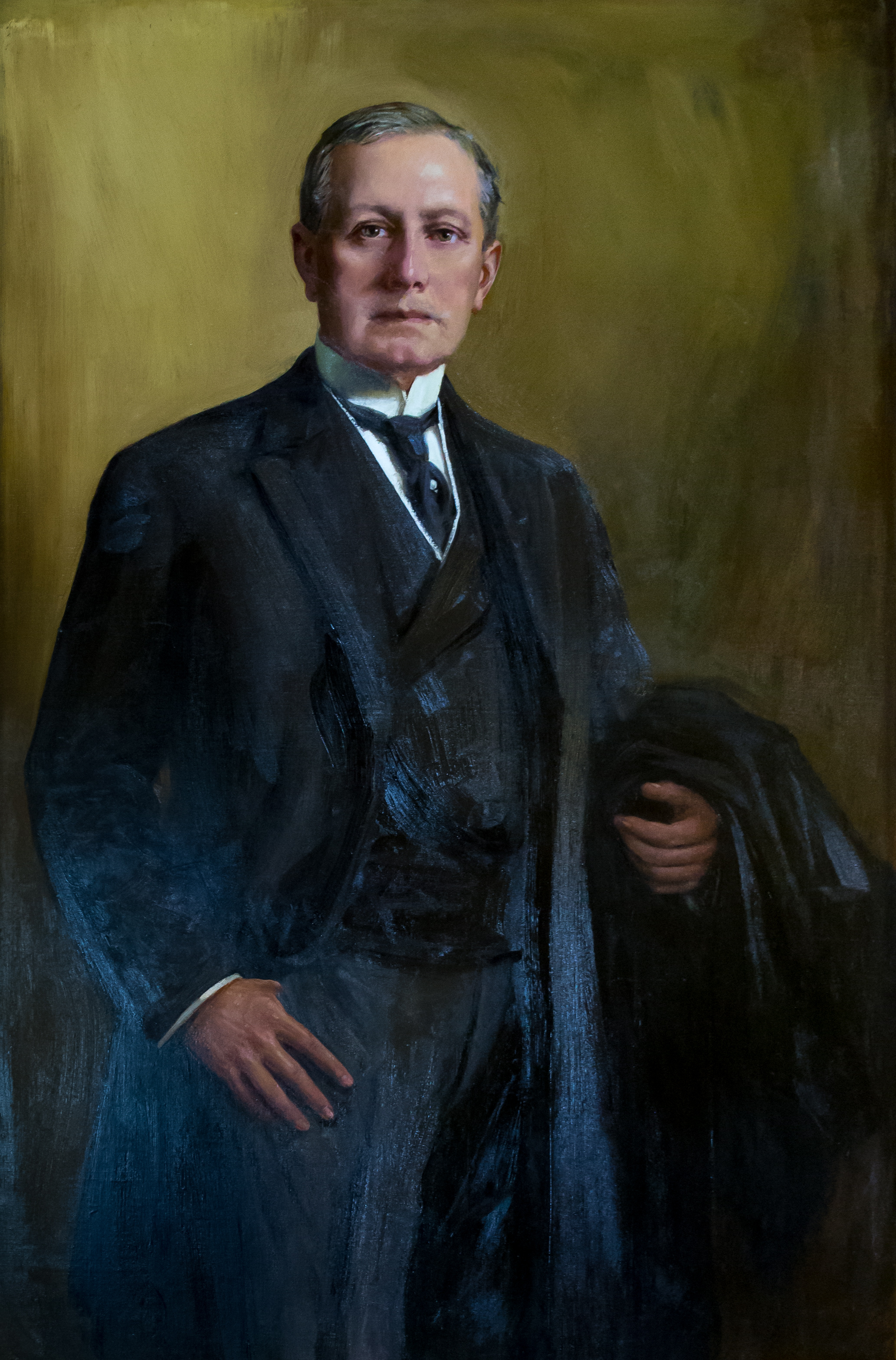
Aram J. Pothier.

Aram Jules Pothier, född 26 juli 1854, död 4 februari 1928, var en amerikansk politiker av kanadensiskt ursprung och republikansk guvernör i Rhode Island från 1909 till 1915 och från 1925 till sin död 1928.

## Tidigt liv
Pothier föddes i Philimene i Québec i Canada, som son till Jules Pothier och Domiltilde (född Dallaire) Pothier. Han avlade examen vid Nicolet College i Québec och flyttade sedan till Woonsocket dit hans föräldrar hade flyttat. Han arbetade för flera olika företag, med början i Woonsocket Institute for Savings. Han gifte sig med Françoise de Charmigny 1902.

## Politisk karriär
Pothier var republikan och ledamot av Rhode Islands representanthus från 1887 till 1888. Han var borgmästare i Woonsocket från 1894 till 1895 och viceguvernör i Rhode Island från 1897 till 1898, under det första året som Elisha Dyer Jr. var guvernör. Efter sin tid som viceguvernör drog han sig tillbaka från politiken, men återkom som ledamot av Rhode Island Board of Education 1907.

## Guvernör
Aram Pothier vann guvernörsvalet 1908 och tillträdde ämbetet den 5 januari 1909. Han blev omvald till tre ytterligare ettåriga mandatperioder som guvernör. Vid denna tid ersattes de ettåriga mandatperioderna för delstatliga politiska ämbeten med tvååriga, och Pothier vann det allra första valet till tvåårigt mandat som guvernör 1912. Han drog sig tillbaka efter denna mandatperiod den 5 januari 1915 och efterträddes av partikamraten Robert Livingston Beeckman.
Efter det blev han verkställande direktör för Woonsocket Institute for Savings och Providence Union Trust Company.
Pothier blev återigen vald som kandidat av Republikanerna inför guvernörsvalet 1924. Han vann det valet och blev omvald 1926, och tjänstgjorde från den 6 januari 1925 till sin död den 4 februari 1928. Han var den förste guvernören i Rhode Island av franskkanadensisk härkomst. 
Aram J. Pothier är begravd på Precious Blood Cemetery i Woonsocket.